# Бердия (посёлок при станции)
Бердия — пристанционный посёлок в Иловлинском районе Волгоградской области, в составе Кондрашовского сельского поселения. Посёлок расположен в 34 км северо-восточнее районного центра рабочего посёлка Иловля. Посёлок обслуживает почтовое отделение 403073, расположенное в селе Чернозубовка.
Население — 180 чел. (2010)

## История
Основан как посёлок железнодорожных рабочих, обслуживавших станцию Бердия на линии Саратов I — Иловля II Волгоградского отделения Приволжской железной дороги. Линия Саратов I — Иловля II (также известная как Волжская рокада) построена в прифронтовых условиях в 1942 году. Станция названа по реке Бердия.
На момент основания населённый пункт относился к Иловлинскому району Сталинградской области (с 1961 года — Волгоградской области) (с 1963 по 1965 — в составе Фроловского района).

## Население
Динамика численности населения
| 1987 | 2002 |
| ---- | ---- |
| ≈190 | 267  |

| 2010 |
| ---- |
| 180  |